# 武田村 (青森県)
武田村（たけだむら）は、かつて青森県にあった村。

## 沿革
- 1889年（明治22年）4月1日 - 町村制施行により北津軽郡富野村、豊島村、芦野村、田茂木村、長泥村、福浦村、豊岡村が合併し、武田村が発足。
- 1955年（昭和30年）3月1日 - 北津軽郡中里町、内潟村と合併し、中里町を新設して消滅。

## 施設等
- 武田中学校
- 若宮中学校
- 武田小学校
- 若宮小学校
- 長泥小学校
- 武田村公民館
- 武田郵便局